# Lena e Snowball
Lena e Snowball è un film del 2021 diretto da Brian Herzlinger.

## Trama
Mentre due contrabbandieri stanno per consegnare un piccolo leone ad un ricco collezionista quest'ultimo fugge e viene ritrovato dalla giovane Lena. Tra i due nascerà un grandissimo legame.

## Distribuzione
Il film è stato distribuito nelle sale cinematografiche italiane a partire dal 5 gennaio 2021.